# Физостегия
Физостегия (лат. Physostegia, от др.-греч. φῦσα — «пузырь» и στέγη — «покров») — род многолетних растений семейства Яснотковые. По причине того, что у многих видов Физостегии цветок, отклонённый в сторону, сохраняет приданное ему положение, их называют «послушными растениями».

## Виды
Выделяется 12 видов:
- Physostegia angustifolia Fernald — нижняя область долины Миссисипи, юг Великих равнин
- Physostegia correllii (Lundell) Shinners — Техас, северная Мексика
- Physostegia digitalis Small — Техас, Луизиана, Арканзас, Алабама
- Physostegia godfreyi P.D.Cantino — западная Флорида
- Physostegia intermedia (Nutt.) Engelm. & A.Gray — нижняя область долины Миссисипи, юг Великих равнин
- Physostegia ledinghamii (B.Boivin) P.D.Cantino — Северо-Западные территории, Альберта, Саскачеван, Манитоба, Северная Дакота
- Physostegia leptophylla Small — от юго-востоку Флориды до Виргинии
- Physostegia longisepala P.D.Cantino — Техас, Луизиана
- Physostegia parviflora Nutt. ex A.Gray — западная Канада (от Манитобы до Британской Колумбии), северо-западная и северо-центральная область США (от Иллинойса до Вашингтона)
- Physostegia pulchella Lundell — восточный Техас
- Physostegia purpurea (Walt.) S.F.Blake — Физостегия пурпурная — от юго-востока Флориды до Северной Каролины
- Physostegia virginiana (L.) Benth. — Физостегия виргинская — восточная и центральная область США и Канада; северо-восточная область Мексики.

Физостегия виргинская и физостегия пурпурная относятся к декоративным видам.